# Buprenorfin
A buprenorfin (INN: buprenorphine) részleges agonistaként hat a µ-opioid receptorokon valamint antagonistaként a κ-opioid receptorokon. Emellett központi hatású, erős fájdalomcsillapító tulajdonsággal rendelkezik.

## Hatása
Az analgetikus hatás a központi idegrendszerben a specifikus opiátreceptorokkal fennálló interakción alapul. Az opioid fenntartó kezelésben annak köszönhető alkalmazása, hogy lassan disszociál a µ-receptorról, ami hosszabb időtartamon keresztül minimálisra csökkentheti a függőségben szenvedő betegek kábítószer-szükségletét.
Mellékhatásai hasonlóak más erős opioid analgetikumokéihoz.
Ugyanakkor a buprenorfin kevésbé hajlamosít függőségre, mint a morfin.
A VIII. Magyar Gyógyszerkönyvben Buprenorphinum    néven hivatalos.  

## Védjegyezett nevű készítmények
- Bupren
- Transtec